# Victor Derély
Victor Derély, né à Paris le 28 octobre 1840, où il est mort le 3 mai 1904, est un homme de lettres et traducteur français.

## Biographie
Ancien élève de l'École normale supérieure (promotion 1859), il fut un important traducteur de littérature russe du dernier quart du XIXe siècle. Traduisant relativement peu, il est connu surtout pour ses traductions de Dostoïevski : Crime et châtiment, L'Idiot, Les Possédés, Les Pauvres Gens. Il fut également le traducteur d'Alexeï Pissemski, Élie de Cyon, Nadejda Khvochtchinskaïa, Ivan Setchenov et Nikolaï Leskov.

## Œuvres
- Le Crime et le Châtiment, 1884, a été la première traduction en français du roman de Fiodor Dostoïevski.
- Nouveaux morceaux choisis de poètes et de prosateurs latins, recueillis et annotés (1876)

## Source
- Jean-Claude Polet, Patrimoine littéraire européen : anthologie en langue française. Index général, Bruxelles : De Boeck université, 2000, p. 358 (texte en ligne).